# La Chiquita
La Chiquita es una localidad argentina situada en el centro de la Provincia del Chaco, en el departamento Comandante Fernández. Depende administrativamente del municipio de Presidencia Roque Sáenz Peña, de cuyo centro urbano dista unos 15 km.

## Vías de comunicación
La principal vía de comunicación es la Ruta Nacional 16 (asfaltada), que la comunica al noroeste con Sáenz Peña y la Provincia de Salta y al sudeste con Quitilipi y la Provincia de Corrientes.
Cuenta con la Estación La Chiquita del Ferrocarril General Belgrano por la cual sólo pasan trenes de cargas.

## Población
En los censos nacionales de 2001 y 2010 el INDEC no lo consideró un aglomerado urbano, no obstante en 1991 se habían contabilizado unos 86 habitantes; en dicho censo figura como Colonia Rivadavia, nombre que designa a la colonia rural en la que se halla el poblado.